# من هو الرئيس (فلم)
من هو الرئيس (بالإنجليزية: Who's The Boss) هو فيلم كوميدي رومانسي نيجيري صدر عام 2020 من إنتاج وكتابة وإخراج شينازو أونوزو. الفيلم من بطولة شارون أووجا، فونكي أكينديلي ويلوسوم تشوكووجيكوو. عُرض الفيلم لأول مرة في السادس عشر من شباط/فبراير 2020 في لاغوس، كما صدر الإصدار المسرحيّ في الثامن والعشرين من شباط/فبراير 2020 مُحقّقًا نجاحًا في شباك التذاكر.

## طاقم التمثيل
- شارون أوجا في دور ليا
- فونكي أكينديلي في دور هَوا
- بلوسوم شوكووجوكو في دور ليكان
- إيني ديما أوكوجي في دور جوموك
- بيفرلي أوسو
- بولي لومو
- تايو فانيران

## القصّة
تُجبَر ليا (تلعب دورها الممثلة شارون أوجا) وهي مديرة تنفيذية شابة في وكالة إعلانات على الكذب لمنع ربِّ عملها من معرفة ما إذا كانت شركتها الناشئة ووكالتها قد تفوز بصفقة كبيرة. تبدأ الأمور في الانتقال من سيناريو سيئ إلى أسوأ حين تبدأُ شركتها في تحقيقِ النجاحات وعليها منعُ رئيسها بأيّ طريقةٍ من الطرق من اكتشاف هذا النجاح الذي تُحقّقه دون علمه من البداية.

## الإنتاج
ظهر المخرج شينازو أونوزو لأول مرةٍ في عالم السينما بشكلٍ عام والإخراج بشكل خاص من خلال فيلم من هو الرئيس والذي أعلنَ عنه عبر حسابه الخاصّ على موقع إنستغرام. كان هذا الفيلم هو الفيلم الثاني عشر الذي يتمُّ إنتاجه تحت شعار شركة إنكبلوت برودكشن (بالإنجليزية: Inkblot Productions). كُشف عن الإعلان التشويقي الرسمي للفيلم في العاشر من كانون الثاني/يناير 2020.